# Pere López Agràs
Pere López Agràs (ur. 13 października 1971 w Andorze) – andorski polityk i ekonomista, minister gospodarki i finansów (2009–2011), od kwietnia do maja 2011 p.o. premiera Andory.

## Życiorys
Absolwent zarządzania przedsiębiorstwem. Ukończył studia podyplomowe w zakresie audytu. Pracował jako ekonomista i audytor. Członek Socjaldemokratycznej Partii Andory. W latach 2007–2009 był radnym parafii La Massana. 8 czerwca 2009 objął urząd ministra gospodarki i finansów w rządzie, którym kierował Jaume Bartumeu. 28 kwietnia 2011 został pełniącym obowiązki premiera Andory (Jaume Bartumeu ustąpił po wyborczej porażce socjaldemokratów). Wykonywał je do 12 maja 2011, gdy na czele rządu stanął Antoni Martí.
Pere López Agràs był pierwszym sekretarzem oraz przewodniczącym Socjaldemokratycznej Partii Andory. W 2015, 2019 i 2023 wybierany na posła do Rady Generalnej. Po słabym wyniku socjaldemokratów w 2023 zrezygnował z objęcia mandatu na kolejną kadencję oraz ogłosił ustąpienie z funkcji lidera partii.